# サポタリン
サポタリン（sapotalin）は芳香族炭化水素の一つ。ナフタレンにメチル基が3個置換した構造をとる。
無色もしくは淡黄色の液体で、不快な刺激臭を有する。刺激性が強く、人体に有害である。